# Міжштатна автомагістраль 95
Міжштатна автомагістраль 95 (Interstate 95, I-95) — головна міжштатна автомагістраль Східного узбережжя США, довжиною 1,908.48 милі (3089,52 км), що проходить паралельно узбережжю Атлантичного океану та обслуговує райони між штатом Флорида та регіоном Нова Англія. Загалом I-95 обслуговує головні міста країни, такі як Вашингтон та Нью-Йорк на півночі та пляжні райони Оутер Бенкс та Маямі-Біч на півдні. Дорога помітно обходить міста Бостон, Ралі та Чарлстон, що потребує з'єднань через інші шосе. Хоча Interstate 95 є однією з найстаріших доріг Interstate Highway System, завершення будівництва відбулося лише 2018 року (проект Interstate 95 Interchange Project у Пенсільванії), до цього з'єднання у регіоні виконувала непозначена ділянка платної дороги New Jersey Turnpike поблизу Вілмінгтона, Делавер. Багато секцій попередніх платних доріг включені до Interstate 95 де вони використовуються з тими же правилами проїзду.

## Опис маршруту

### Південь
I-95 починається на US Route 1 на південь від центру Маямі та проходить уздовж східного узбережжя штату, проходячи через Форт-Лодердейл, Вест-Палм-Біч, Золоте узбережжя, Узбережжя скарбів, Космічний берег, Дейтона-Біч, Порт-Орандж, Сент-Огастін і Джексонвілл перед в'їздом у штат Джорджія поблизу міста Брансвік. Ця частина шосе була особливо показана у фільмі «Політ навігатора», коли космічний корабель летів уздовж шосе в напрямку Маямі. У Маямі та Форт. По шосе проходять смуги Lauderdale, SunPass Express.
В'їжджаючи в Південну Кароліну, I-95 відхиляється від свого прибережного маршруту на більш внутрішній маршрут на захід. I-95 не проходить поблизу жодного великого міста Південної Кароліни, найбільшим містом уздовж маршруту є Флоренс, десяте за величиною в штаті. До решти Південної Кароліни можна дістатися через інші міжштатні дороги, які перетинають I-95. Вона перетинає трасу I-26 поблизу Гарлівілля, яка забезпечує доступ до Чарльстона, Колумбії та північної частини штату Південна Кароліна. Він також перетинає трасу I-20 у Флоренції, яка також сполучається з Колумбією, а потім з Атлантою, штат Джорджія. На кордоні з Північною Кароліною траса I-95 проходить повз придорожню атракцію на південь від кордону.
У Північній Кароліні I-95 неофіційно служить роздільником між західними передгірними районами штату та регіонами східної приатлантичної низовини. Маршрут перетинає I-74 біля Ламбертона, I-40 біля Бенсона та Future I-87/US 64 біля Рокі-Маунт.

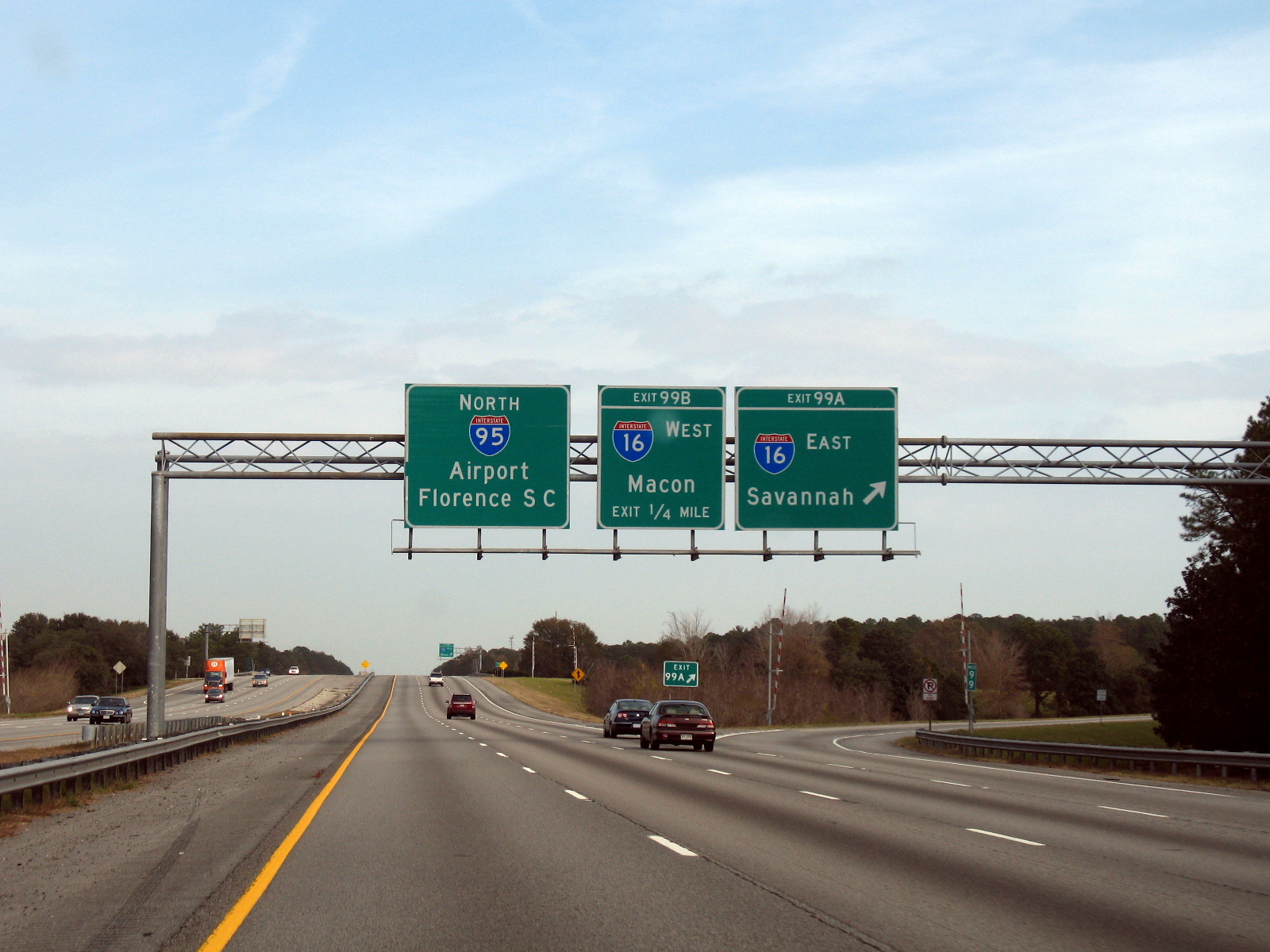
I-95 на північ на розв'язці з I-16 біля Савани, штат Джорджія

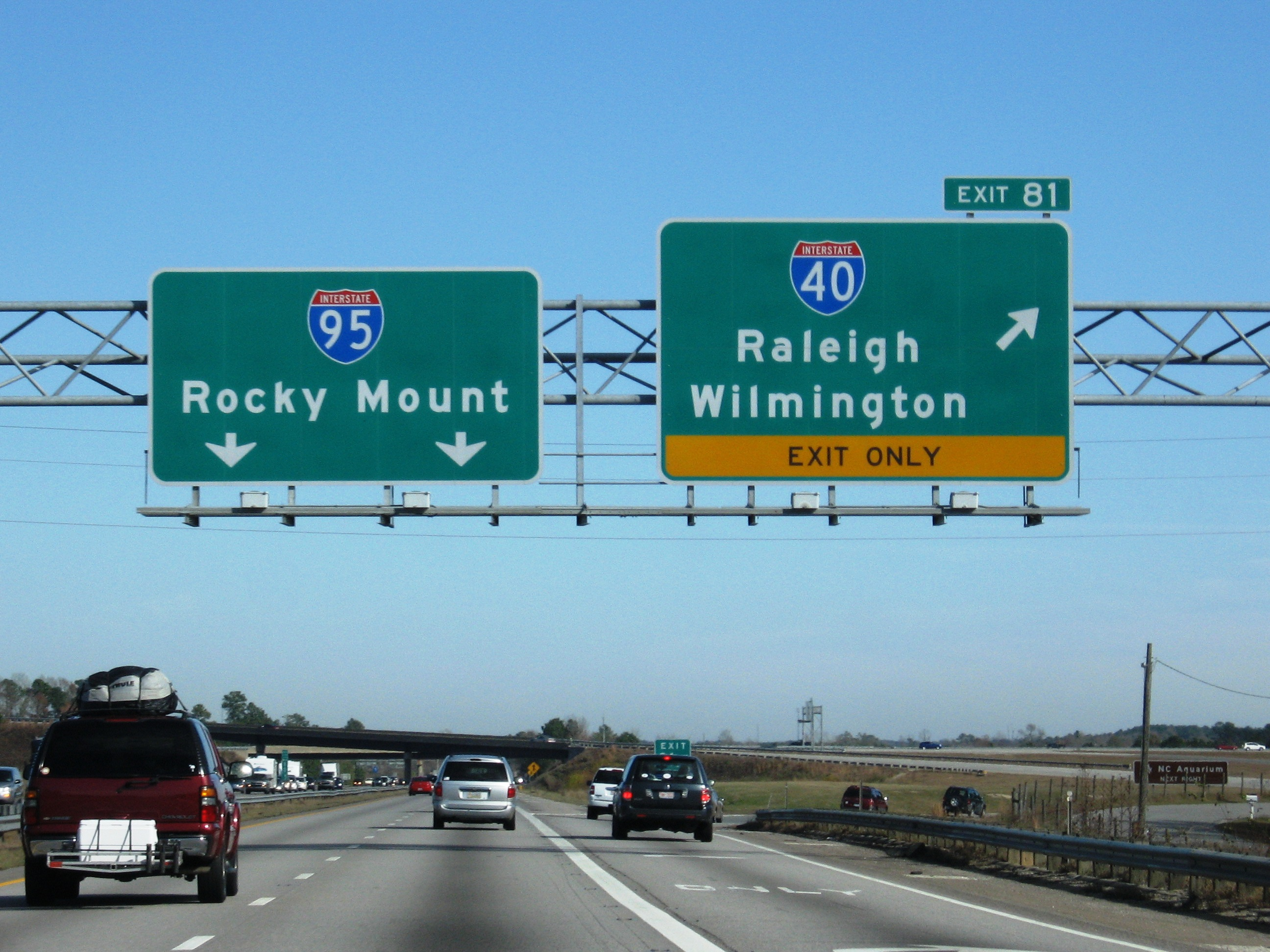
Північна I-95 на її розв'язці з I-40 біля Бенсона, Північна Кароліна, 2009 р. Відтоді цю розв'язку було перебудовано.

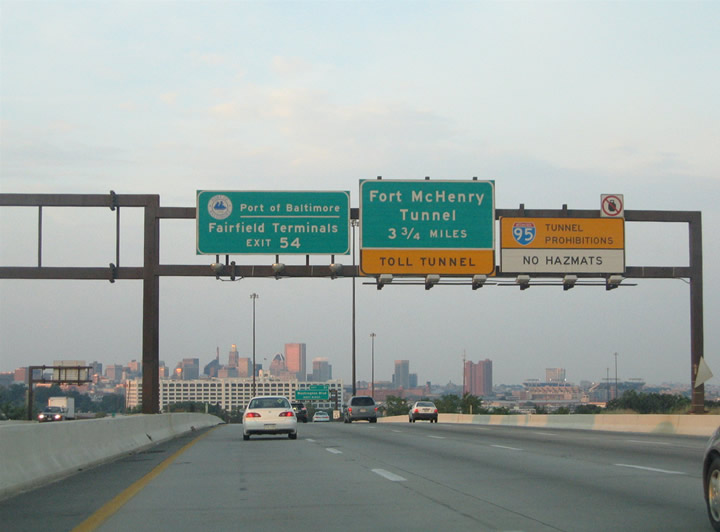
I-95 на північ на бульвар Вашингтон, Балтимор, Меріленд

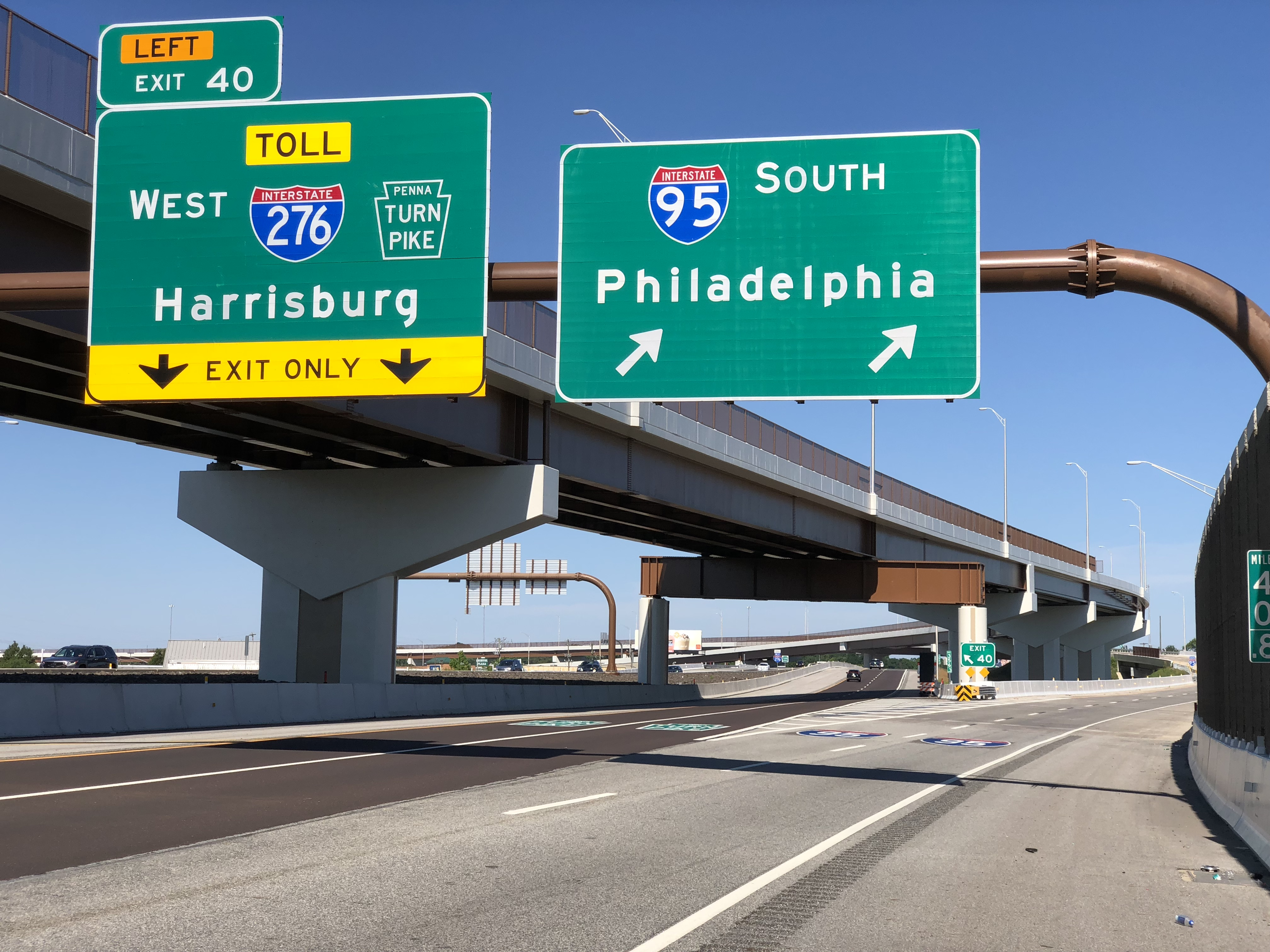
I-95 у південному напрямку на розв'язці з магістралью Пенсільванії в містечку Брістоль, штат Пенсільванія

### Середньоатлантичний регіон
Велика частина автомагістралі I-95 у Середньоатлантичному регіоні є платною за маршрутом кількох шлагбаумів, які передували системі міжштатних автомагістралей, а також кількох інших платних доріг і платних мостів.
I-95 входить у Середньоатлантичний регіон у Вірджинії та проходить через центр найбільш густонаселеного міського регіону США. I-95 рухається з півночі на південь через Вірджинію, проходячи через  Пітерсберг, слідує за магістраллю Річмонд-Петербург до центру міста Річмонд (де вона ненадовго збігається з I-64), а звідти повертає на північний схід, в’їжджаючи до Північної Вірджинії. У столичному районі Вашингтона вона збігається зі столичною кільцевою дорогою від Спрингфілдської розв’язки разом із міжштатною автомагістраллю 495, а потім проходить через найпівденніший кут округу Колумбія приблизно на 0,11 милі (0,18 км) вздовж мосту Вудро Вільсона до в'їжджаючи в Меріленд біля Національної гавані.
В'їжджаючи в південно-східну Пенсільванію поблизу Маркуса Гука, I-95 перетинає округ Делавер і місто Честер, прямуючи вздовж річки Делавер. В'їжджаючи до Філадельфії біля Міжнародного аеропорту Філадельфії, автострада має розв'язку з I-76, перш ніж слідувати за великим віадуком уздовж крайнього східного краю центру міста Філадельфії. На північний схід від Філадельфії I-95 з’єднується з автомагістраллю Пенсільванія біля Бристоля перед в’їздом у Нью-Джерсі платним мостом через річку Делавер–Тернпайк.
I-95 у Нью-Йорку складається повністю або частково з кількох названих швидкісних доріг, включаючи Трансманхеттенську швидкісну автостраду, швидкісну автомагістраль Cross Bronx та швидкісну автомагістраль Bruckner, яка перетинає східно-північний схід через райони Манхеттен і Бронкс. На цій ділянці довжиною 24 км., I-95 перетинає трасу I-87 у Південному Бронксі, яка сполучається з Олбані та північною частиною штату Нью-Йорк, а також кількома допоміжними автомагістралями, що забезпечують доступ до інших районів Нью-Йорка та Лонг-Айленда.

### Нова Англія

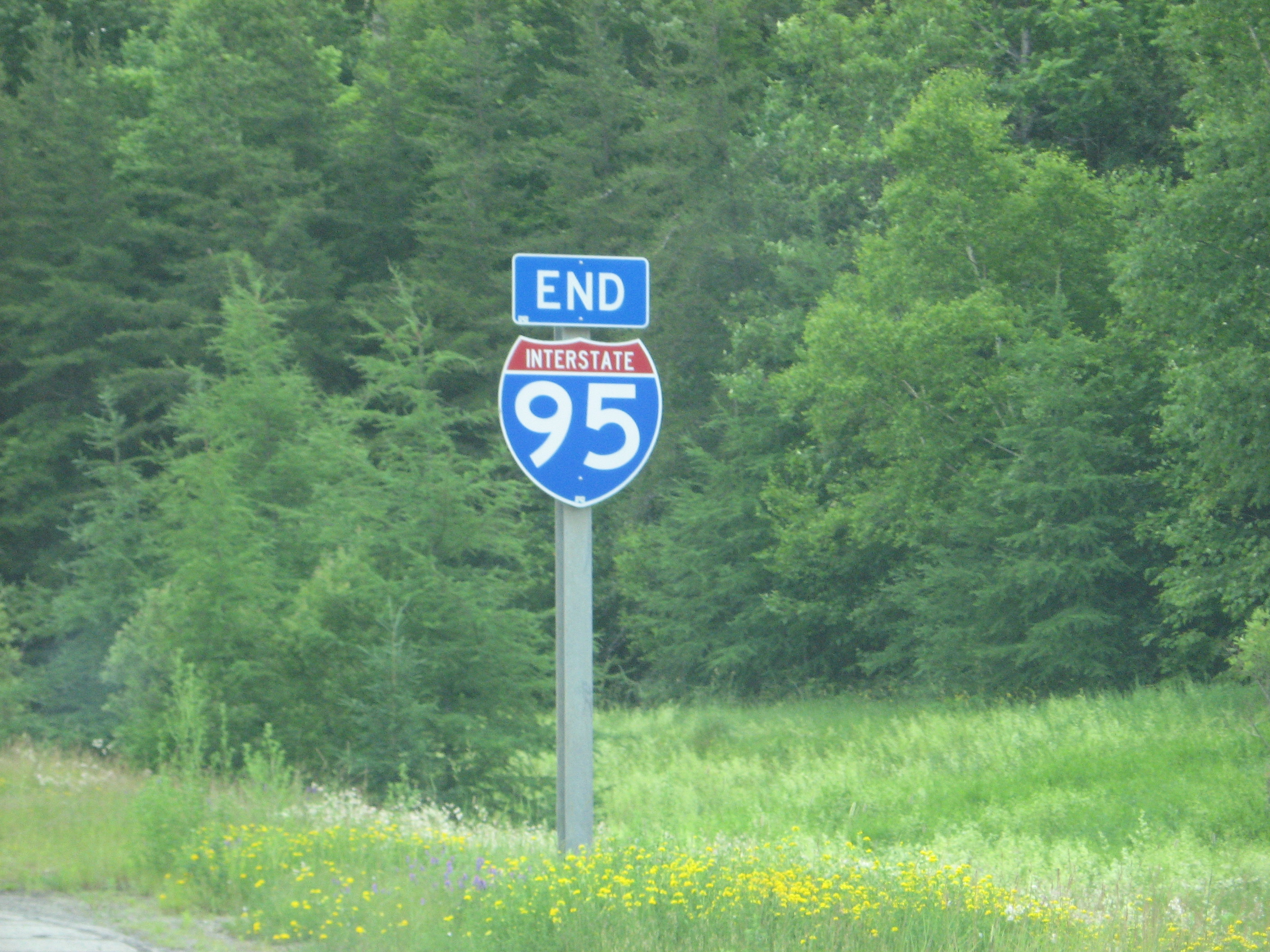
I-95 End of maine

I-95 в'їжджає в Нову Англію в штаті Коннектикут, де вона прямує вздовж південного узбережжя штату. Напрям через Коннектикут переважно схід-захід і проходить через найбільш густонаселену частину штату, повз міста Стемфорд,  Бриджпорт (найбільш густонаселене місто штату) і Нью-Гейвен. У Нью-Гейвені він перетинається з I-91, коли проходить у більш сільські райони нижньої долини річки Коннектикут. I-95 відходить від магістралі Коннектикуту на I-395 на міській лінії Іст-Лайм/Waterford. Далі траса I-95 проходить повз Нью-Лондон і Гротон, перш ніж маршрут згорне на північний схід і залишить його близьке сполучення з узбережжям. Він залишає Коннектикут у місті Норт-Стонінгтон.
I-95 в'їжджає на Род-Айленд у місті Гопкінтон і з'єднує сільські райони південно-західного кута штату з більш столичним регіоном навколо столиці штату Провіденс у північно-східному куті штату. Він залишає Род-Айленд у місті Потакет.
В'їжджаючи в Массачусетс в Еттлборо, I-95 прямує на північний схід у напрямку до Бостона. У Кантоні, приблизно в милі на південь від меж міста Бостон, він повертає на захід і починає 37-мильну смугу паралельно з трасою 128, кільцевою дорогою, яка перетинає внутрішні передмістя Бостона. У цьому місці I-93 має свою південну кінцеву зупинку, і забезпечує доступ до самого міста Бостон. I-95 перетинає магістраль Массачусетса/I-90 на лінії Вестон/Ньютон, а I-93 вдруге перетинає триточку Вуберн, Редінг і Стоунхем. На північ від Бостона I-95 залишає кільцеву дорогу та прямує на північ у Пібоді, тоді як траса 128 продовжує рух на схід до мису Енн. I-95 відправляється з Массачусетса в Солсбері.

## Історія
Багато частин I-95 складалися з платних доріг, які вже були побудовані або заплановані, особливо на північному сході.[18] Багато з цих маршрутів існують і сьогодні, але деякі з них скасовано. За межами Флориди всі поточні засоби збору проїзду I-95 сумісні з електронною платіжною системою E-ZPass у Флориді, хоча I-95 можна проїхати безкоштовно, використання «95 Express Managed Toll Lanes» потребує транспондера SunPass (E-ZPass сумісний із SunPass).
Платні дороги, які раніше використовувалися як частина I-95, включали магістраль Флориди, Магістраль Річмонд–Петерсбург (платна до 1992 року) та магістраль Коннектикуту (платна до 1985 року). Крім того, міст Фуллера Уоррена, що проходить через річку Сент-Джонс у Джексонвіллі, штат Флорида, був платним до 1980-х років. Сьогодні плата за проїзд залишається платною за тунель Форт-МакГенрі в Меріленді та Меморіальне шосе Джона Ф. Кеннеді, магістраль Делавер, Пенсільванія, Нью-Джерсі, міст Джорджа Вашингтона та Нової Англії в Нью-Йорку, Нью-Гемпшир і Мен. Плата за проїзд також стягується в кількох пунктах уздовж I-95 у Род-Айленді, але лише з вантажівок.
До 1968 року три штати завершили будівництво своїх ділянок I-95: Коннектикут, використовуючи існуючі шлагбауми; Нью-Йорк; і Делавер.

## Альтернативні маршрути
Interstate 95 дублюється переважно швидкісною магістраллю US 1.